# 浮島神社 (多賀城市)

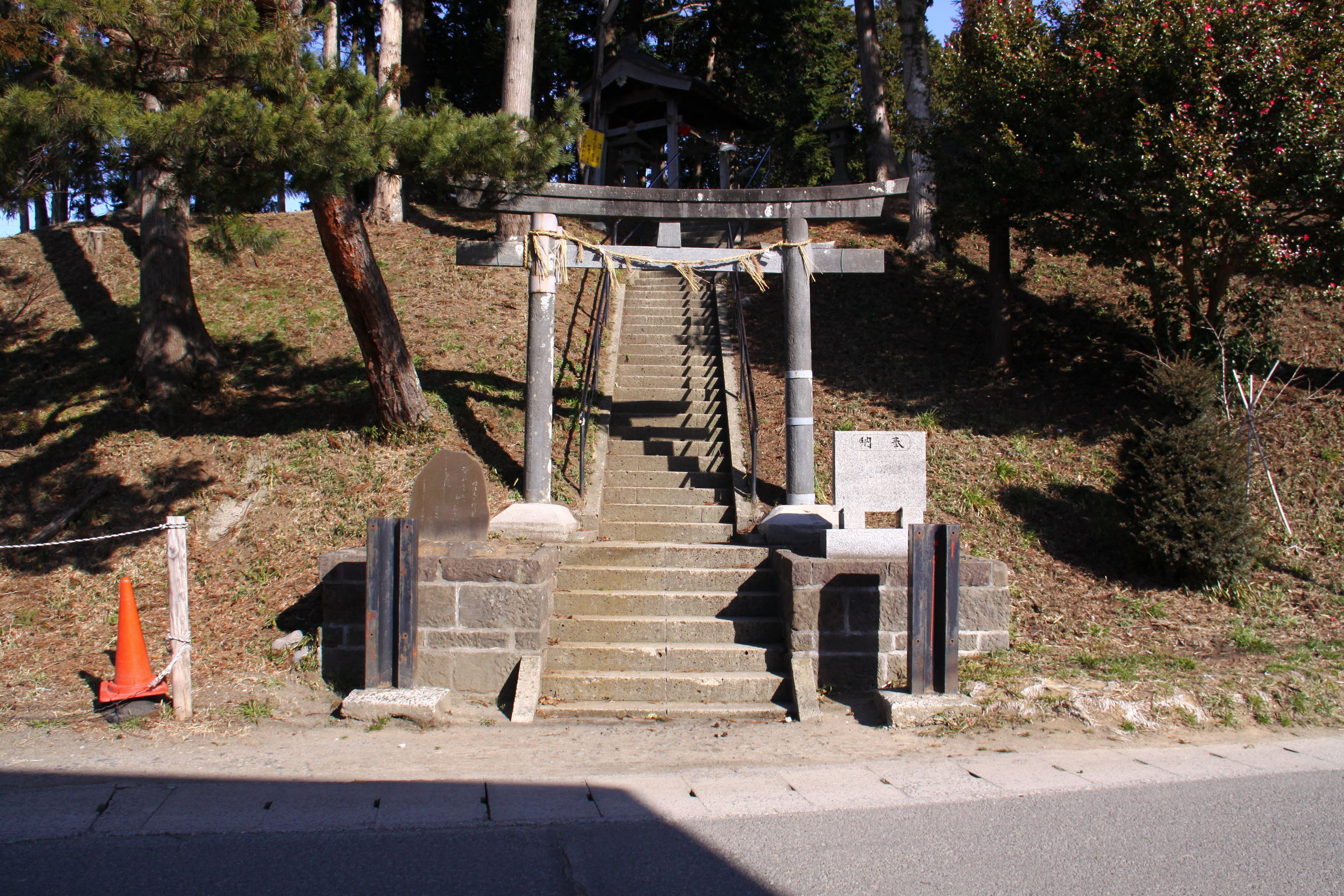
浮島神社　鳥居

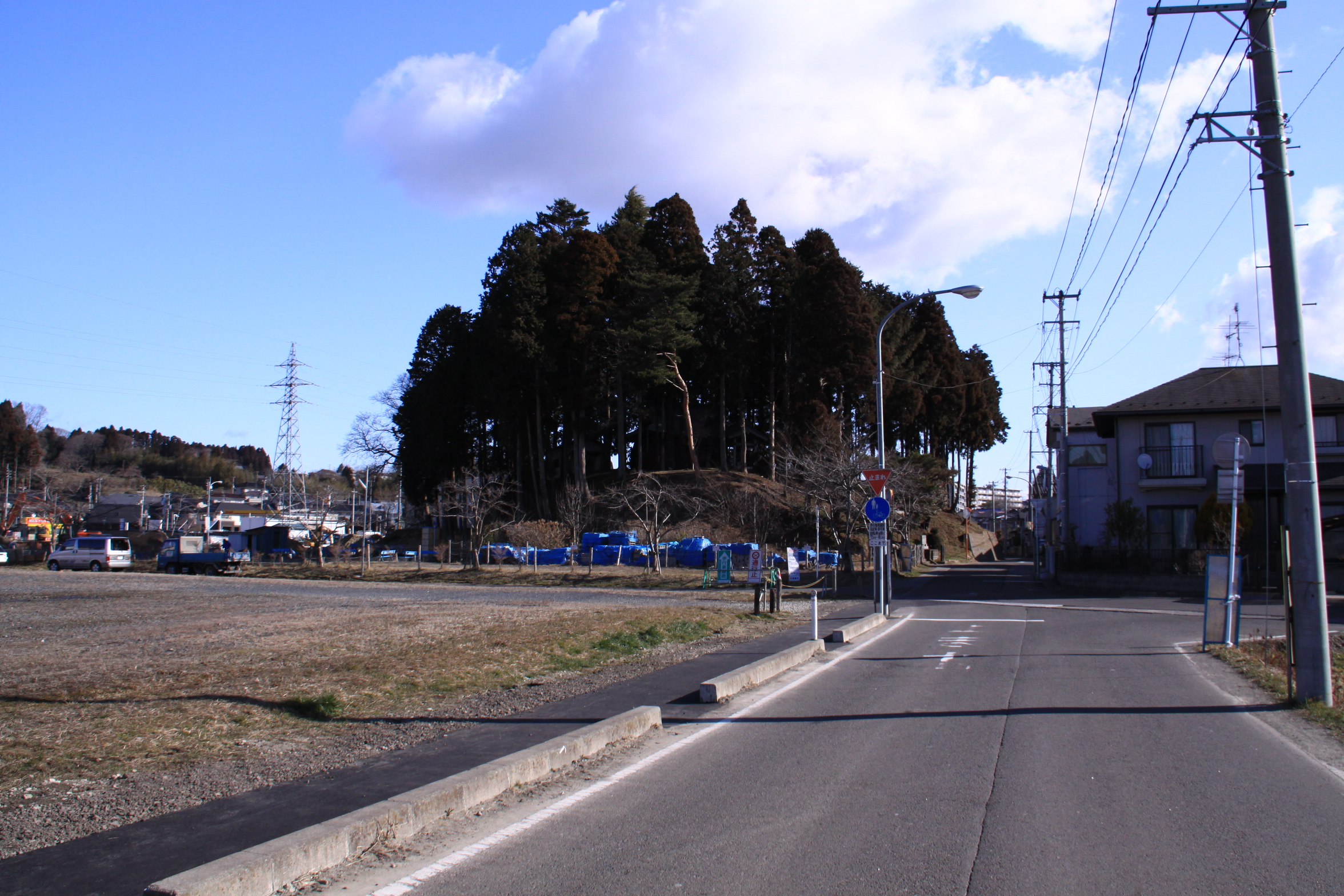
浮島神社 境内
住宅地がすぐそこまで迫っているが、周りが全て田畑であった頃は陸に浮かぶ島のように見えたと思われる。

浮島神社（うきしまじんじゃ）は、宮城県多賀城市浮島にある神社である。奥塩老翁神と奥塩老女神の2神を祀る。多賀城市の観光パンフレットや駅の案内では「浮島神社」と表記されるが、拝殿の扁額などでは「浮嶋神社」と表記される。旧社格は村社。

## 歴史
創建は不明だが多賀城創建の頃から存在していたと伝えられる。『宮城県神社名鑑』では、多賀城の在った頃は栄えたのではないかとしている。
鎮座地は平安時代に歌枕として詠まれた「浮島」の地と伝えられており、小野小町の私家集にも当地を詠った和歌がある。また明治天皇の御製も残る。『朝野群載 巻第6』所収の「式外神社進合御卜證文」には、白河天皇御代の延久6年（1074年）6月に陸奥国を代表して御卜を受ける3社の1つとして選ばれたことが記載されている。
鹽竈神社の社史である『別当法蓮寺記』や『鹽社由来追考』には、当社が鹽竈神社十四末社の1つであると記され、いつの頃からか鹽竈神社の末社とされた。
松尾芭蕉が『奥の細道』の旅を行った際には、当社に立ち寄ったとされる。『奥の細道』の旅に随伴した河合曾良の『曾良旅日記』によれば、元禄2年（1689年）5月8日、仙台から塩竈へ向かった2人は浮島などを見物し、その夜は法蓮寺門前に宿を取ったと記録している。
仙台藩が提出を命じた『風土記御用書出』（安永3年(1774年)）では浮嶋村の村鎮守浮島神社が「多賀神社」とされていた。江州多賀神社を御勧請、社の竪額は「多賀明神」の四字と明記している。
明治時代の神社合祀令の際に市川地区の陸奥総社宮に合祀されそうになったが、浮島地区の氏子たちの運動によって合祀を免れている。
現在も氏子総代、氏子青年会などによって春の例祭やどんと祭などの祭が行われている。

## 境内社
- 大臣宮神社（おとどのみやじんじゃ）：陸奥国按察使として同地に赴任した源融を祀る。
- 八幡神社（はちまんじんじゃ）：多賀城の鎮護のために建てられた八幡神社を受け継いだもの。
- 三居稲荷神社（さんきょいなりじんじゃ）：山形県酒田市の 三居稲荷神社を分祀したもの。

## 交通
JR東北本線 国府多賀城駅より徒歩5分。